# Jennifer Beattie
Jennifer Patricia Beattie (født 13. maj 1991) er kvindelig skotsk fodboldspiller, der spiller forsvar for Arsenal i FA Women's Super League og Skotlands kvindefodboldlandshold. Hun har tidligere spillet for selvsamme Arsenal fra 2009 til 2013, franske Montpellier HSC, Manchester City og australske Melbourne City i W-League.
Hun fik officielt landsholdsdebut i marts 2008, mod USA og deltog senere også ved EM i fodbold for kvinder 2017 og VM i fodbold for kvinder 2019, efter at Skotland havde vundet deres kvalifikationsgruppe forud for slutrunden. Hun scorede i øvrigt også et mål ved VM-slutrunden i 2019, mod Argentina.